# Lettre muette
 (septembre 2019).
Dans un système d'écriture alphabétique, une lettre muette est une lettre qui ne se prononce pas.
Les lettres silencieuses sont courantes en français, y compris la dernière lettre de la plupart des mots. Si on laisse de côté les lettres auxiliaires qui permettent de créer des digrammes (tels que ⟨ch⟩, ⟨gn⟩, ⟨ph⟩, ⟨au⟩, ⟨eu⟩, ⟨ei⟩ et ⟨ou⟩, ainsi que ⟨m⟩ et ⟨n⟩ indiquant des voyelles nasales), elles incluent presque toutes les lettres sauf ⟨j⟩ et ⟨v⟩[réf. nécessaire].

## En français

### Voyelles
Le ⟨e⟩ final est silencieux ou, en poésie et en chanson, un schwa ; il permet la prononciation de la consonne précédente et la distinction entre masculin et féminin : par exemple, le ⟨t⟩ est prononcé dans verte (féminin) mais pas dans vert. De plus, le schwa peut empêcher une prononciation maladroite d'un mot se terminant par une consonne et une liquide (par exemple, "sucre" et "peuple" se terminent par un schwa car un e muet rendrait le mot difficile à prononcer).
Après ⟨é⟩, ⟨i⟩ ou ⟨u⟩, un ⟨e⟩ final est silencieux. Le trigramme ⟨eau⟩ est prononcé [o], de la même manière que le digramme ⟨au⟩, et constitue une distinction entièrement étymologique. Dans ce contexte, le ⟨e⟩ est silencieux.[réf. nécessaire]
Après ⟨g⟩ ou ⟨q⟩, le ⟨u⟩ est presque toujours silencieux.

### Consonnes
Dans la plupart des dialectes, la lettre ⟨h⟩ est presque toujours silencieuse, sauf dans les digrammes ⟨ch⟩ et ⟨ph⟩. Cependant, dans quelques mots, une lettre initiale ⟨h⟩ marque une interruption audible empêchant la liaison, cf. les mots commençant par un h aspiré. De nombreuses consonnes doubles existent ; le français ne distingue généralement pas les consonnes doublées des consonnes simples en prononciation, contrairement à l'italien. Une distinction marquée existe entre un ⟨s⟩ simple et doublé : le ⟨ss⟩ doublé est toujours sans voix [s], tandis qu'un simple s entre deux voyelles (et parfois entre voyelle et h+voyelle, et parfois entre voyelle nasale et voyelle simple) est prononcé [z].
Les consonnes nasales ⟨m⟩ et ⟨n⟩ finales ou précédant une consonne ordinaire nasalisent la voyelle précédente, mais ne sont pas elles-mêmes prononcées (faim, tomber, vin, vendre). ⟨M⟩ et ⟨n⟩ initiaux et intervocaliques, même avant un ⟨e⟩ silencieux final, sont prononcés (exemple :aimer, jaune).
La plupart des consonnes finales sont silencieuses, à l’exception des lettres ⟨c⟩, ⟨f⟩, ⟨l⟩ et ⟨r⟩ (le mot anglais careful, pour  ⟨c⟩, ⟨r⟩, ⟨f⟩, ⟨l⟩), est un moyen mnémotechnique). Mais même cette règle a ses exceptions : dans de rares cas, ces lettres sont muettes (ex : croc, clef) ; le er⟩ final est généralement prononcé / e / (= ⟨é⟩) plutôt que le / ɛʀ / attendu. Le ⟨l⟩ final est silencieux après ⟨i⟩ même dans une diphtongue (œil, appareil, travail).Le - ent final d'un verbe est muet à la troisième personne du pluriel, même s’il est prononcé dans d’autres cas.
Les consonnes finales qui pourraient être silencieuses dans d'autres contextes (à la fin ou avant une autre consonne) peuvent se prononcer en liaison : « ils ont » [il.z‿ɔ̃], par opposition à « ils sont » [il sɔ̃]. La liaison est la rétention (entre des mots dans certaines relations syntaxiques) d'un son historique autrement perdu, et a souvent une signification grammaticale ou lexicale.